# Élections législatives bhoutanaises de 2018
Les élections législatives bhoutanaises de 2018 ont lieu les 15 septembre et 18 octobre 2018 afin de renouveler les 47 sièges de l'Assemblée nationale du Bhoutan. Il s'agit des troisièmes élections législatives dans le pays depuis l'instauration d'un régime parlementaire démocratique à peine dix ans plus tôt.  
À la surprise générale, le scrutin voit la défaite dès le premier tour du Parti démocratique populaire du Premier ministre Tshering Tobgay. Le Parti de l'unité du Bhoutan arrive en tête et se qualifie pour la première fois pour le ballotage, qui l'oppose au Parti vertueux du Bhoutan, au pouvoir de 2008 à 2013,. Le Parti de l'unité l'emporte finalement avec 30 sièges sur 47. Le Bhoutan procède ainsi pour la troisième fois à une alternance, soit une pour chaque élection depuis l'avènement de la démocratie dans le pays.

## Mode de scrutin
L'Assemblée nationale est composée de  47 sièges pourvus pour cinq ans via une forme modifiée du scrutin uninominal majoritaire à deux tours. Les partis présentent des candidats dans chaque circonscription au premier tour, mais celui-ci n'a qu'un rôle de primaire, et seuls les deux partis arrivés en tête au niveau national peuvent se présenter au second tour, qui fait office de réelle élection. Les candidats arrivés en tête dans leurs circonscription au second tour sont déclarés élus. Il est fait recours à des machines à voter dans l'ensemble du pays, ce qui rend inexistants les votes blancs ou invalides, les machines ne donnant pas la possibilité d'effectuer un vote blanc en accord avec la loi électorale.

## Campagne
Lors des élections précédentes, seuls quatre partis avaient pu se faire enregistrer par la Commission électorale Bhoutanaise pour concourir. Le 26 février 2018, cependant, le Parti du peuple (DCT) se dissout à l'initiative de ses quinze membres fondateurs et demande à la Commission de le retirer du registre national des partis politiques, ne laissant que trois partis en lice, avant la création du parti social démocrate Bhoutan Kuen-Nyam. Ce dernier, favorable à la légalisation du mariage homosexuel, inclus les droits des minorités sexuelles dans son programme. L'homosexualité n'est finalement décriminalisée au Bhoutan qu'en février 2021.

## Résultats
|                        |                                    |              |              |              |             |               |             |               |  |
| Partis politiques      | Partis politiques                  | Premier tour | Premier tour | Premier tour | Second tour | Second tour   | Second tour | Second tour   |  |
| Partis politiques      | Partis politiques                  | Votes        | %            | +/–          | Votes       | %             | Sièges      | +/–           |  |
|                        | Parti de l'unité du Bhoutan (DNT)  | 92 722       | 31,85        | 14,81        | 172 268     | 54,95         | 30          | 30            |  |
|                        | Parti vertueux du Bhoutan (DPT)    | 90 020       | 30,92        | 13,60        | 141 205     | 45,07         | 17          | 2             |  |
|                        | Parti démocratique populaire (PDP) | 79 883       | 27,44        | 5,09         |             |               | 0           | 32            |  |
|                        | Parti Kuen-Nyam du Bhoutan (BKP)   | 28 473       | 9,78         | Nv.          | 0           | en stagnation |             |               |  |
|                        |                                    |              |              |              |             |               |             |               |  |
| Total                  | Total                              | 291 098      | 100          | –            | 313 473     | 100           | 47          | en stagnation |  |
| Abstention             | Abstention                         | 177 565      | 33,64        |              | 125 190     | 28,54         |             |               |  |
| Inscrits/Participation | Inscrits/Participation             | 438 663      | 66,36        | 438 663      | 71,46       |               |             |               |  |

### Cartes

Résultats du 1er tour par circonscription
Résultats du 2e tour par circonscription

## Analyse et conséquences
À l'annonce de l'échec surprise de son parti au premier tour, le Premier ministre et dirigeant du Parti démocratique populaire Tshering Tobgay déclare que « [le peuple bhoutanais] a parlé. Le Parti démocratique populaire accepte humblement sa décision. La volonté du peuple doit prévaloir dans une démocratie. ».
Lors du second tour, le Parti de l'unité du Bhoutan confirme sa percée en remportant une majorité nette. Le 7 novembre, son dirigeant Lotay Tshering devient Premier ministre.